# لي جين هوي
لي جين هوي (بالصينية: 黎錦暉)

وُلد جين هوي في الخامس من شهر سبتمبر عام 1891 بمدينة شيانغتان التابعة لمقاطعة خونان، هو أيضاً موسيقار ينتمي لجيل الحداثة، حيث يعود له الفضل في تأسيس الموسيقى الشائعة، يُسمى بعد ذلك ب أبو الموسيقى الشائعة.

## حياته
وُلد جين هوي بمدينة شيانغتان التابعة لمقاطعة خونان عام 1891، هوالابن الثاني، أخوه الأكبر يُدعى لي جين شي، لُقِبَ هو أخواته ب الإخوة الثمانية. تعلم العزف على آلة قو تشين وعلى الآلات الوترية.
تخرج عام 1912 من مدرسة جوا لي لهندسة الجرافيك، وشارك في الفرق الموسيقية اللتي نظمتها جامعة بكين عام 1916، تقلد منصب مدقق لغوي للكتب العلمية في شركة جانغ خوا للكتب. عاد إلى مدينة تشانغشا وعَمِل كمعلم موسيقى عام 1922 بمدرسة مينغ دا ونان تجو نان وغيرهم.
تأثر بفكر إخوته الثوري، ونادى بحركة موسيقية جديدة، ودعا أيضاً إلى إدخال حركة أدبية وموسيقية جديدة.
أنشأ العديد من الأغاني، ورقصات الأطفال وأوبرا الأطفال، من أهم عروض أوبرا الأطفال: «العُصفور والطفل الصغير»، «حديقة العنب»، «الثلاث فراشات» و «الرسام الصغير» وغيرهم.
من أهم أغاني الأطفال اللتي أنتجها: «الطفلة الصغيرة الخالدة»، «رائحة الخريف التي تُدمي القلب»، «ليلة على ضوء القمر» و «نمر اسمه من» وغيرها. تميزت هذه الأعمال الأدبية بسهولةِ ألفظاها القريبة من المُتلقي، والإيقاع السريع في موسيقاها بالإضافة إلى انتشارها على نطاق واسع. ليس هذا فقط بل قام أيضاً بإنشاء عدة أغاني تندرج تحت مُسمى الموسيقى الشائعة أو رائجة ومنها «قطرات المطر»، «أختي الصغيرة أحبك» وغيرها. قامت هذه الأعمال بتدشين الموسيقى الشائعة بالصين.
عاد إلى شنغهاي عام 1927 وانشأ أول مدرسة للرقص وأنشأ أيضاً فرق موسيقية، حيث قامت هذه الفرق الموسيقية بعرض حفلات موسيقية عام 1928 في عدة بلدان منها هونغ كونغ، تايلند، الهند، ماليزيا وسنغافورة وغيرها. أصبحت أغنيته«قطرات المطر» بالإضافة إلى العديد من رقصات أغاني الأطفال من أهم أعمالة الرائجة في الصين. نظَم عام 1929 فرقة موسيقية تُدعى القمر المضىء للغناء و الرقص، جالت أنحاء العالم وعملت عروض بمختلف البلدان، أُعجب بها العديد من الفنانين مثل تشو شوان، نيه أر، وانغ رين مي، يان خوا، لي جين جوانغ، لي مينغ هوي، لي لي لي، باي هونغ وتشين يان يان وغيرهم من الفنانين والمغنين المشهورين. بسبب تعرضه لأزمة مالية، أدى ذلك لمكوثه في سنغافورة، حيث ألف مئة أغنية جديدة وأرسهلهم لشنغهاي حيث قامت دار نشر وين مينغ شو بطبعهم، مثل: " سيارة تسير بسرعة الطلقة" تاو خوا جيانغ " وغيرهم.
```
انضمت فرقة ضوء القمر الموسيقية إلى 
شركة اتحاد المصورين الفوتوغرافيين
 عام 1931، بعد عام 1949 تقلد منصب مؤلف أغاني 
شركة شانغهاي لأفلام الأنيميشن
، هجم عيه الحرس الحمر منذ بداية 
الثورة الثقافية
 حتى نهايتها، ثم تُوفى عام 1967 في 
شنغهاي
.
```

## روابط خارجية
- لي جين هوي على موقع ميوزك برينز (الإنجليزية)